# Hanuš Kuffner
Hanuš Kuffner (12. ledna 1861, Mirovice – 20. května 1929, Staré Strašnice) byl český novinář, spisovatel a vojenský historik.

## Život
Vystudoval gymnázium a potom kadetku – starou rakouskou vojenskou školu zaměřenou na přípravu důstojníků. Svou profesní kariéru zahájil roku 1883 jako důstojník v rakousko-uherské armádě. V roce 1889 z armády pro své národnostní smýšlení odešel a stal se novinářem, spisovatelem a znalcem historie českého válečnictví. Byl také důvěrníkem dr. Beneše.
Jako žurnalista psal pro časopis Národní politika, noviny Národní listy a pro vojenskou rubriku deníku Politika. Publikoval rovněž v Časopisu českého muzea články o válečném umění Jana Žižky a Prokopa Holého. Za některé své krajní postoje si vysloužil označení „fanatický Slovan“. Například ve své práci Záboj a Čestmír : obrazy starého čes. válečnictví doby předkřesťanské (1923) dokládá pomocí etymologie, že Slované vládli ve středu Evropy již na sklonku Římského císařství, jen je tehdejší historikové omylem pokládali za Germány. Ve vleklém sporu o rukopisy patřil k zaníceným obhájcům pravosti rukopisů Královédvorského a Zelenohorského.
V roce 1903 zmapoval spolu s Jozefem Miškovským průběh Čertovy brázdy. (Originál této mapy je uložen v Podlipanském muzeu v Českém Brodě, kopie pak v Sázavském klášteře.)

### Bio Světovid
V roce 1912 založil a do roku 1920 vlastnil a provozoval v Praze-Nuslích (Boleslavova 13) kino Bio Světovid (později kino Morava, dnes 2. scéna Divadla Na Fidlovačce s názvem Komorní Fidlovačka). Kromě filmových představení se v kině Světovid, s Kuffnerovým přispěním, konalo několik charitativních akcí, konaných nuselskými spolky, například Sokoly.

### Sourozenci
- Jozef (1855–1928), důstojník, redaktor, divadelní kritik a fejetonista, autor filologických studií, publikace z oboru národopisu a slovanství
- Karel (1858–1940), MUDr., profesor psychiatrie, publikace z oboru[8]
- Klement (1857–1938), monsignore, od roku 1901 kazatel v chrámu sv. Víta v Praze
- Johanna (1853–1911), překladatelka, novinářka, feministka, učitelka francouzštiny a ředitelka školy Ženského výrobního spolku českého v Praze
- Jiřina, učitelka

## Dílo

### Kuffnerovo husitské vojsko

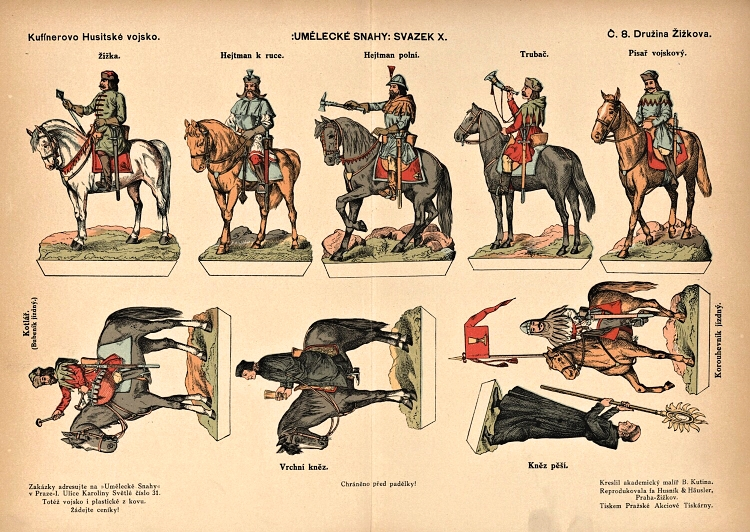
Kuffnerovo husitské vojsko

Hanuš Kuffner patřil mezi velké znalce válečného umění Husitů, své bádání promítl do snahy vytvořit didaktickou hračku pro děti.
Kuffnerovou snahou zprvu bylo husitské vojsko odlít z kovu. Vytvořit protiváhu tehdy velmi populárním „cínovým vojáčkům“ dovážených z Německa. V roce 1908 spojil síly s akademickými malíři Karlem Štapferem (1863–1930) a Václavem Reitmajerem (1865–?) a akademickým sochařem Václavem Cveklem (1861–1932). Ti pod Kuffnerovým dohledem vytvořili předlohy, následně odlité ve dvou velikostech (4 a 6 cm) Uměleckou slévárnou kovů Václava Ženíška v Praze na Žižkově. V obou velikostech byly odlévány a prodávány figurky Žižky na koni, kněze, jezdce a pěšího bojovníka a také bojový vůz s dvěma páry koní, houfnice na kolech a kára s koněm a jezdcem. Zájemci mohli Kuffnerovo husitské vojsko kupovat po jednotlivých figurkách v ceně od 10 haléřů (pěší bojovník, 4 cm) do tři korun (bojový vůz bez koní, 6 cm), nebo v sadách. Nejdražší za sedmnáct korun obsahovala šesticentimetrové figurky (5 jezdců, 31 pěší, bojový vůz o 2 párech koní) .
V rámci propagace H. Kuffner své Husitské vojsko opakovaně vystavoval ve výkladních skříních obchodů, nebo na výstavách. Poprvé v prosinci 1908 v Praze, ve Vodičkově ulici, ve výkladní skříni, 532 muži a 12 bojovými vozy vytvořil panorama představující husitský vozový šik na pochodu. Ten po týdnu změnil na panorama představující Husitské vojsko u Sudoměře. Obdobné panorama sestavil v lednu roku 1911 v jedné z plzeňských škol ze šesti set figurek a dvaceti bojových vozů.
Téměř totožné figurky jako z kovu, inicioval H. Kuffner i z papíru. Nápomocen mu byl malíř a grafik Baltazar Kašpar Kutina (1853–1923). Jejich společnou prací vzniklo roce 1912 dílo tištěné pod názvem Kuffnerovo husitské vojsko. Na osmi arších bylo v barvě vytištěno 85 figurek určených k vystřižení. H. Kuffner měl ideu, aby se jeho Husitské vojsko stalo didaktickou pomůckou v tehdejších školách. Zcela opačného názoru byla Zemská školní rada, ta Kufnerovo dílo, spolu s obdobnou vystřihovánkou, Sokolským sletem autora Josefa Kožíška, zakázala kupovat do škol. Není tedy překvapující, že druhého vydání se Kuffnerovo husitské vojsko . dočkalo až v roce 1918, jako desátý svazek ediční řady Umělecké snahy nakladatele B. Kočího v Praze.

### Knihy
- Bitva u Lipan 30. května 1434, Český Brod, 1899 Dostupné online., spoluautor Jozef Miškovský
- Husitské vojny v obrazech : sbírka 59 mapek a plánů k dějinám válek i válečnictví husitského se stručným výkladem zobrazených dějů, Praha, 1908 Dostupné online.
- Náš stát a světový mír, Praha, 1918
- Kuffnerovo husitské vojsko : 8 archů, 85 figurek k vystřihování v barevné reprodukci dle návrhů malíře B. Kutiny, Praha, 1918 Dostupné online.
- VII. všesokolský slet v Praze : Husitské vojsko, Praha, 1920
- Záboj a Čestmír : obrazy starého čes. válečnictví doby předkřesťanské, Praha, 1923
- Tataři na Moravě : byla či nebyla bitva u Olomouce? Praha, 1926